# Tchindas
Tchindas é um documentário cabo-verdiano-espanhol, realizado e escrito por Pablo García Pérez de Lara e Marc Serena, com base no livro Això no és africà!: del Caire a Ciutat del Cap a través dels amors prohibits (em castelhano:  ¡Esto no es africano! De El Cairo a Ciudad del Cabo a través de los amores prohibidos) de Marc Serena. Foi exibido no festival de cinema Outfest de Los Angeles em 2015, onde recebeu o Grande Prémio do Júri. Estreou-se em Cabo Verde a 26 de novembro de 2015.

## Enredo
No oceano Atlântico, a população da ilha de São Vicente trabalha em conjunto para preparar um carnaval. No mês que antecede as festividades, são mostrados os obstáculos necessários para o acontecimento do carnaval, através de uma pessoa que criou a palavra: Tchinda.
O documentário foi gravado no país mais simpatizante LGBT de África, Cabo Verde, de acordo com o Afrobarómetro de 2016.

## Elenco
- Tchinda Andrade
- Elvis Tolentino
- Edinha Pitanga

## Recepção
A revista The Hollywood Reporter elogiou o documentário, a escrever: "um documentário fantástico que mostra uma crónica real das preparações do carnaval em São Vicente". Desde a sua estreia internacional em julho, Tchindas recebeu dez prémios em oito festivais, onde o documentário foi exibido em competição: ZagrebDox: Festival Internacional de Documentário de Zagrebe, Outfest, Reeling: Festival Internacional de Cinema LGBTQ de Chicago, MiradasDoc: Festival Internacional de Cinema Documental de Guía de Isora, LesGaiCineMad: Festival Internacional de Cinema Lésbico e Gay de Madrid, Festival de Cinema de Belfaste e o Can[be]Gay: Festival Internacional de Cinema LGBTIQ das Canárias. Também foi exibido na Semana Internacional de Cinema de Valhadolide e na Mostra Internacional de Cinema de São Paulo. A Associação dos Artistas Africanos elogiou o filme por sua história, contexto e impacto, tendo escrito: "um sentido nítido de pertença da comunidade e das personalidades [que] se nota no documentário apresentado cuidadosamente por Pablo García Pérez de Lara e Marc Serena, que mostra uma perfeita fusão da tradição e aceitação de coração aberto." O jornal Chicago Reader elogiou o projeto e escreveu sobre o filme e seu tema.
Durante a exibição do documentário no Reeling: Festival Internacional de Cinema LGBTQ de Chicago, o jornal Windy City Times escreveu que Tchindas era o "Principal Documentário" e referiu: "um brilhante e fabuloso exame com pequenas influências culturais de Paris Is Burning".

## Reconhecimentos
| Ano  | Prémios                                                                  | Categorias                                   | Destinatários e nomeados                 | Resultado   | Referências               |
| ---- | ------------------------------------------------------------------------ | -------------------------------------------- | ---------------------------------------- | ----------- | ------------------------- |
| 2014 | ZagrebDox: Festival Internacional de Documentário de Zagrebe             | Prémio HBO Adria de melhor auge              | Tchindas                                 | Venceu      | [ 17 ]                    |
| 2015 | Outfest                                                                  | Grande Prémio do Júri                        | Tchindas                                 | Venceu      | [ 18 ] [ 19 ] [ 8 ] [ 7 ] |
| 2015 | Reeling: Festival Internacional de Cinema LGBTQ de Chicago               | Melhor documentário de longa-metragem        | Tchindas                                 | Venceu      | [ 20 ]                    |
| 2015 | MiradasDoc: Festival Internacional de Cinema Documental de Guía de Isora | Melhor documentário espanhol                 | Tchindas                                 | Venceu      | [ 21 ]                    |
| 2015 | LesGaiCineMad: Festival Internacional de Cinema Lésbico e Gay de Madrid  | Prémio do Público de melhor documentário     | Tchindas                                 | Venceu      | [ 22 ]                    |
| 2015 | LesGaiCineMad: Festival Internacional de Cinema Lésbico e Gay de Madrid  | Prémio do Público de melhor obra espanhola   | Tchindas                                 | Venceu      | [ 22 ]                    |
| 2015 | LesGaiCineMad: Festival Internacional de Cinema Lésbico e Gay de Madrid  | Melhor realização                            | Pablo García Pérez de Lara e Marc Serena | Venceu      | [ 22 ]                    |
| 2015 | Festival de Cinema Cabo-Verdiano-Estado-Unidense                         | Melhor documentário                          | Tchindas                                 | Venceu      | [ 23 ]                    |
| 2015 | Plateau: Festival Internacional de Cinema da Praia                       | Melhor documentário                          | Tchindas                                 | Indicado    | [ 24 ]                    |
| 2016 | Prémios da Academia do Cinema Africano                                   | Melhor documentário                          | Tchindas                                 | Indicado    | [ 25 ]                    |
| 2016 | Festival de Cinema Gay e Lésbico de Lisboa                               | Melhor documentário                          | Tchindas                                 | Indicado    | [ 26 ] [ 27 ]             |
| 2016 | Prémios Goya                                                             | Melhor filme                                 | Tchindas                                 | Candidatura | [ 28 ] [ 29 ]             |
| 2016 | Prémios Goya                                                             | Melhor realização                            | Pablo García Pérez de Lara e Marc Serena | Candidatura | [ 28 ] [ 29 ]             |
| 2016 | Prémios Goya                                                             | Melhor argumento original                    | Pablo García Pérez de Lara e Marc Serena | Candidatura | [ 28 ] [ 29 ]             |
| 2016 | Prémios Goya                                                             | Melhor direção de fotografia                 | Pablo García Pérez de Lara               | Candidatura | [ 28 ] [ 29 ]             |
| 2016 | Prémios Goya                                                             | Melhor montagem                              | Pablo García Pérez de Lara               | Candidatura | [ 28 ] [ 29 ]             |
| 2016 | Prémios Goya                                                             | Melhor som                                   | Marc Serena e Verònica Font              | Candidatura | [ 28 ] [ 29 ]             |
| 2016 | Prémios Goya                                                             | Melhor filme documental                      | Doble Banda (Marc Serena, Yolanda Olmos) | Candidatura | [ 28 ] [ 29 ]             |
| 2016 | Prémios Gaudí                                                            | Melhor documentário                          | Tchindas                                 | Candidatura | [ 30 ]                    |
| 2016 | Festival de Cinema de Belfaste                                           | Prémio Irmãos Maysles de melhor documentário | Tchindas                                 | Venceu      | [ 31 ]                    |
| 2016 | Can[be]Gay: Festival Internacional de Cinema LGBTIQ das Canárias         | Melhor documentário                          | Tchindas                                 | Venceu      | [ 32 ]                    |
| 2016 | Prémios Apolo “Vive en frente”                                           | Melhor som                                   | Marc Serena e Verónica Font              | Venceu      | [ 33 ] [ 34 ]             |
| 2016 | Prémios Apolo “Vive en frente”                                           | Melhor direção de fotografia                 | Pablo García Pérez de Lara               | Indicado    | [ 33 ] [ 34 ]             |
| 2016 | Festival de Cinema de Bogotá                                             | Documentário social                          | Tchindas                                 | Indicado    | [ 35 ]                    |